# 日昇昌
37°12′16″N 112°10′38″E / 37.20444°N 112.17722°E
日昇昌，清朝著名金融機構，有清朝第一大票號之稱。

## 歷史
日昇昌前身是达蒲村李氏开设的西裕成顏料莊，位於平遙古城西大街的繁華地段，佔地2324平方米。李氏原籍陕西汉中，元代仕官山西后，落户达蒲。李氏经营颜料铺始于雍正年间。李氏在达蒲村没有制作颜料的作坊，而是在山西平遥城西大街和北京崇文门外设有颜料商号。西裕成颜料庄在嘉庆后期总经理是雷履泰。当时，发生了白莲教大起义，又因自然灾荒不断，社会很不安定，商号之间调运现银靠镖行保护，雷氏就在所属商号间以会票代替运现，后来就兼营起汇兑业务。
平遙縣達蒲村人李大全聯合細窯村掌櫃雷履泰創建日昇昌票號，李大全出資30萬兩白銀，雷履泰出資2萬兩白銀，每股1万两。日後日昇昌生意興隆，執全國金融之牛耳，平、太、祁巨商大賈，爭相效仿，在北京崇文門外設有分莊，雷履泰總理“日昇昌”業務。日昇昌的成立时间，可能在道光初年。据嘉庆二十四年（1819）北京前门外平遥颜料会馆《重修仙翁庙碑记》捐银商号名单中，有西裕成颜料庄捐银 120两，名列榜首。但是到道光十八年（1838）北京前门外平遥颜料会馆所立《颜料行会会馆碑记》捐助银两商号名单中已无西裕成颜料庄，说明西裕成颜料庄此时已不复存在。西裕成颜料庄改组为日昇昌票号只能发生在嘉庆二十四年（1819）之后，道光十八年（1838）之前。
道光六年（1826年），李大全去世，其子李箴視接任財東。
雷履泰諳熟生財之道，先後在漢口、天津、濟南、西安、開封、成都、重慶、長沙、廈門、廣州、桂林、南昌、蘇州、揚州、上海、鎮江、奉天、南京等地設置分莊。雷履泰日後獨裁獨斷，引起毛鴻歲強烈不滿，雷履泰以辭職要脅，李東家跪下求雷履泰不要離去。最後毛鴻歲辭職，接掌“蔚字號”。日昇昌把大賬結算期由6年縮短為4年。 
道光二十九年（1849年），雷履泰去世，李箴視依照雷履泰生前交代，聘請程大培之子程清泮為大掌櫃。咸豐三年（1853年），太平天國戰事爆發，程清泮捐銀750兩。咸丰十一年（1861年），因太平军战事损失，日昇昌撤回北京、汉口、长沙、沙市、开封、张家口、成都等地分号。光绪三年（1877年），山西大旱，日昇昌财东赈灾捐银5万两。光緒六年（1880年），程清泮病故，由郝可久接任日昇昌總經理，白沛李、王啟元為二掌櫃和三掌櫃。郝可久曾攜款從海上乘船回山西總號，途中遇颱風，飄流到菲律賓，三個月後才回到總號，錢款無失。光绪八年（1882年），李箴视去世，由過繼李箴听之子李五典管理。光绪十二年（1886）日昇昌陆续在沙市、上海、杭州、湘潭、桂林五城镇增设分号。
光緒十六年（1890年），郝可久病故，王啟元繼任日昇昌總經理。光緒十七年（1891年），王啟元病故，以張興幫擔任總經理，年汇兑白银总额达三千万两。光绪二十六年（1900年），八国联军入侵，慈禧太后出逃。沿途花費用度，均由日昇昌票号汇兑。韩业芳《山西票庄皮行商务记》载：“庚子之乱，虽在内地，而受伤者不过直鲁二省，肢体之伤，仍非心腹之害。”光绪三十四年（1908年），张兴帮病故，由郭树柄接任。
李氏後代生活以奢侈著稱，家中僕人馬俊達數十人，子孫好吸鴉片。辛亥革命後，山西票號毫無準備，放出之款無法收回，日昇昌票號在四川、陝西各省的損失，「總計損失白銀300萬兩以上」。此外，時局不穩，湖北、河南、南京等地出現擠兌風潮。1914年，梁懷文因反對東家李王典多次從票號中提款，最後辭職，趙邦彥託病回山西，最後由侯垣代理日昇昌。侯垣因替祁縣合盛久票號担保不当，被债权人苏锡绵等告至北京地方司法机关，平遥总号、北京分号被查封。梁怀文赴京清理号事。1922年，由於日昇昌债权人296户有293户贊成日昇昌复业，经司法部批准复业。1932年，日昇昌正式歇业，日昇昌的部分伙友發起日昇昌錢莊。1948年，日昇昌钱庄歇业。

## 日昇昌密碼法則
為了日昇昌分號在分佈全國不同城市進行錢鈔匯兌的業務，必須製作具有嚴格保密性的匯票。除了採用當時世界上最先進的印刷技術及在關鍵部位加蓋戳印外，並實行一套以漢字代表數字的密碼法。在位於平遙古城西大街38號的「中國票號博物館」裏，展示了一份「防假密押」，表面上是56個字的順口溜，實則是暗藏玄機，是兌換匯票的一套密碼。
|  | 謹防假票冒取 勿忘細視書章 堪笑世情薄 天道最公平 昧心圖自私 陰謀害他人 善惡終有報 到頭必分明 坐客多察看 斟酌而後行 國寶流通 |

順口溜中的「謹防假票冒取 勿忘細視書章」是代表1至12個月，「堪笑世情薄，天道最公平。昧心圖自私，陰謀害他人。善惡終有報，到頭必分明」則是表示1至30天。「坐客多察看，斟酌而後行」是銀兩的1至10，「國寶流通」是萬千百兩。例如票號在6月10日給某省票號分號匯銀3000兩，其暗號代碼就是「取平多寶通」。
- 臨街門面
- “紫垣樞極”
- “匯通天下”
- 汇通天下匾额
- “匯通天下”內部
- “麗日凝輝”
- “急公好義”
- 日昇昌記铜匾额